# Franz Fischlin
Franz Fischlin (* 3. November 1962 in Bern) ist ein Schweizer Journalist. Er war von 2004 bis 2022 Moderator der Hauptausgabe der Tagesschau im Schweizer Fernsehen. Von 2015 bis 2020 moderierte er zudem die branchenspezifische Diskussionssendung «Medienclub».

## Leben und Karriere
Fischlin absolvierte nach dem Gymnasium in seiner Heimatstadt Solothurn eine Ausbildung als Fotograf. Anschliessend studierte er Journalistik und Kommunikationswissenschaften an der Universität Freiburg. Danach arbeitete er unter anderem beim ehemaligen Radio Extrabern als Moderator und Redaktor sowie bei Schweizer Radio DRS als Moderator, Produzent und Ausbilder, unter anderem für die Sendung Espresso und die Nachrichten. 1999 wurde Fischlin News-Moderator beim ehemaligen Schweizer Privatsender TV3. 2000 kam er zum Schweizer Fernsehen und arbeitete als Moderator und Redaktor des MittagsMagazins und des MittagsTalks. Ab 2002 war er auch Mitarbeiter in der Redaktion der Tagesschau. Er moderierte zunächst die Mittagsausgabe, bis er im Februar 2004 als Nachfolger von Charles Clerc die Moderation der Hauptausgabe übernahm. Er moderierte die Hauptausgabe der Tagesschau bis zu seinem emotionalen Abschied am 23. Juni 2022.
Als erster Medienschaffender in der Sparte «Information» wurde Fischlin 2011 beim Schweizer Fernsehpreis als «Schweizer Fernsehstar des Jahres» ausgezeichnet.
Für die Tagesschau-Serie «Abrechnung im Bundeshaus» porträtierte Fischlin in sieben Ausgaben ausgewählte Politiker, um Bilanz zu ziehen hinsichtlich der Gesamterneuerungswahl vom 18. Oktober 2015.
2015 lancierte Fischlin beim Schweizer Fernsehen das branchenspezifische Sendungsformat «Medienclub», das vier bis sechs Mal jährlich ausgestrahlt wird. Durch die Sendung hat er vier Branchenkennende und die Zuschauer dazu eingeladen, vertieft darüber zu diskutieren, wie Medien funktionieren, wie Medien-Produkte geschaffen werden und wie sie sich auf die Gesellschaft auswirken. 2020 gab er die Moderation der Sendung ab.
Fischlin moderiert Fachtagungen und Podiumsdiskussionen.
Fischlin ist mit der SRG-Generaldirektorin Susanne Wille verheiratet und hat mit ihr zwei Söhne und eine Tochter. Aus früherer Ehe hat er zwei Töchter.

## Engagement
Fischlin engagiert sich in der CNN-Jury, ist im Vorstand von «Qualität im Journalismus» (Quajou) und Mitbegründer der Journalisten-Stiftung «investigate!».
2017 gründete er gemeinsam mit den Branchenkollegen Viviane Manz vom Schweizer Fernsehen und Michael Marti vom Tages-Anzeiger das Projekt «YouNews — Schweizer Jugendmedienwoche». Das Ziel der Initiative ist es, Jugendliche dafür zu sensibilisieren, wie etablierte Medien in Zeiten von Fake News, Chatbots oder Instagram-Storys zur Meinungsbildung in einer Demokratie beitragen. Auch sollen die Schüler selbst in den Redaktionen mitarbeiten, sodass sie einerseits von den Profis lernen können und diese umgekehrt von den Jugendlichen. Vom 14. bis zum 20. Januar 2019 fand die Jugendmedienwoche zum zweiten Mal statt und fällt mit insgesamt zehn Klassen und 62 Jugendlichen, die in 15 Deutschschweizer Medien mitarbeiteten, um ein Vielfaches grösser aus als die erste Ausgabe im Januar 2018.

## Kontroversen
Eine Ausgabe des «Medienclubs» fiel auf durch das Fehlen weiblicher Gäste. Es folgte Kritik in den Medien wie beispielsweise durch die Politikwissenschaftlerin Regula Stämpfli, welche die Sendung als Fehlkonzeption bezeichnete. Fischlin erklärte, dass es schwierig sei, Frauen zu finden, die sich in seiner Sendung exponieren wollen, versprach jedoch, auch einmal eine reine Frauenrunde zu konzipieren. Im Oktober wurden in eine Sendung über die Mediennutzung von Jugendlichen erstmals mehr Frauen als Männer zur Diskussion geladen.